# Bubinzana
Bubinzana: la canción mágica del Amazonas fue la tercera novela escrita por Arturo D. Hernández y publicada por primera vez en 1960 en Perú. Es su novela más críptica, de mayor vuelo poético y filosófico en el que se enfrentan creencias y visiones del mundo de la selva y la ciudad.

## Contexto
El autor explora una visión mágica y chamánica que se presenta en la tercera parte de una serie de novelas. La serie incluye las novelas Sangama (1942) y Selva trágica (1956). Estas obras muestran el deseo del autor de destacar la importancia del entorno y los valores de la cultura de la selva, revelando un mundo complejo y desconocido con el objetivo de lograr una unión con la nación. Según el crítico peruano L. A. Sánchez, se puede considerar como una especie de epopeya de la selva.
En esta historia se plantea un conflicto entre la religión y la magia. Los protagonistas son un sacerdote católico y un brujo de la Amazonia que emprenden un viaje en busca de una tierra prometida. En el prefacio, Luis E. Valcarcel expresa que este viaje hacia "El Paraíso" representa la angustia humana en busca de un lugar seguro y apartado, lejos de las influencias del mundo actual. La ayahuasca, una planta alucinógena, juega un papel importante en llevar a los personajes a experiencias en mundos desconocidos.

## Argumento
Un líder religioso sueña con vivir en la selva lejos de la ciudad para crear una comunidad distinta. Para llevar a cabo su sueño, recibe ayuda de un chamán misterioso, pero se ve envuelto en experiencias mágicas que desafían la fe del Padre Sandro y podrían poner en peligro su estabilidad espiritual. El sacerdote se ve sacudido por estas vivencias, ya que el brujo de la selva parece tener intenciones ocultas y sombrías.
En este contexto, el arbusto bubinzana, con sus flores rojas intensas, adquiere una gran relevancia. Cuando se combina con la ayahuasca, también conocida como soga de muerto, y se acompaña con una canción especial que solo los brujos legendarios conocen, esta mezcla posee el poder de separar el alma del cuerpo de quien la consume. Un brujo, motivado por recuperar un amor perdido a manos de un ser fantástico en un lago, decide utilizar esta poción mágica para revivir su pasado. La sorprendente habilidad de este brujo deja boquiabierto al sacerdote, quien se ve confrontado con un poder que desafía sus creencias. 

## Personajes
- Padre Sandro, símbolo de fe en Dios que busca crear una sociedad ideal en la selva alejada de la destrucción de la civilización.
- El brujo, un hombre misterioso inicia una aventura hacia "El Paraíso" mostrando sabiduría y confianza en sí mismo.
- El periodista Durand.

- Padre Agustín, figura paterna del protagonista.[8]

Y muchos más.